# Florencia Aguirre Perdomo
Florencia Aguirre est une joueuse uruguayenne de volley-ball née le 14 mai 1989 à Minas. Elle mesure 1,93 m et joue au poste de centrale.

## Clubs
| Club                               | De        | À         |
| ---------------------------------- | --------- | --------- |
| Club Atlético Boca Juniors         | 2006-2007 | 2006-2007 |
| Club 9 de Julio Olímpico de Freyre | 2007-2008 | 2007-2008 |
| Club Bell Voley                    | 2008-2009 | 2010-2011 |
| Le Cannet-Rocheville               | 2012-2013 | 2012-2013 |
| VBC Casalmaggiore                  | 2013-2014 | 2013-2014 |
| Sporting Cristal                   | 2014-2015 | 2014-2015 |
| Juan Ferreira                      | 2015-2016 | 2015-2016 |
| San Lorenzo de Almagro             | 2016-2017 | 2016-2017 |
| Hapoël Kfar Saba                   | jan 2019  | mai 2019  |
| Volero Le Cannet                   | 2019-2020 | …         |

## Palmarès
- Championnat d'Argentine
  - Finaliste : 2011.